# Chủ nghĩa dân tộc Đài Loan
Chủ nghĩa dân tộc Đài Loan (chữ Hán giản thể: 台湾民族主义; chữ Hán phồn thể: 臺灣民族主義; bính âm: Táiwān Mínzú Zhǔyì; Bạch thoại tự: Tâi-oân bîn-cho̍k-chú-gī; Hán-Việt: Đài Loan dân tộc chủ nghĩa) là một phong trào chính trị dân tộc nhằm xác định người Đài Loan là một dân tộc riêng biệt. Do tình trạng chính trị phức tạp của Đài Loan, nó được liên kết chặt chẽ với phong trào độc lập Đài Loan nhằm tìm kiếm một bản sắc riêng biệt với người Trung Quốc. Điều này liên quan đến việc giáo dục lịch sử, địa lý và văn hóa từ quan điểm lấy Đài Loan làm trung tâm, thúc đẩy các ngôn ngữ bản địa của Đài Loan như tiếng Phúc Kiến Đài Loan, tiếng Hẹ và ngôn ngữ bản địa, cũng như cải cách ở các khía cạnh khác.
Kể từ khi dân chủ hóa và sự phát triển của các mối quan hệ xuyên eo biển, chủ nghĩa địa phương ở Đài Loan đã phát triển thành một hệ tư tưởng chính trị dân tộc chủ nghĩa với sự nhấn mạnh hơn về quyền tự trị thay vì thống nhất. Chủ nghĩa dân tộc Đài Loan tìm cách đoàn kết cư dân Đài Loan thành một quốc gia và nhóm người có bản sắc chung của Đài Loan. Điều này càng dẫn đến sự xuất hiện của một phong trào đòi độc lập ở Đài Loan được một số ủng hộ nhưng không nhất trí từ công chúng.
| |  |
| Bên trái là Hộ chiếu Đài Loan (Trung Hoa Dân Quốc), và bên phải là Hộ chiếu Trung Quốc (Cộng hoà Nhân dân Trung Hoa). Chúng khác và tách biệt lẫn nhau trong luật pháp; hầu hết những người sống ở Đài Loan sẽ chỉ có thể chọn một trong hai hộ chiếu này để tự nhận diện bởi pháp luật hiện hành. |  |